# Gustavo Díaz Ordaz
Gustavo Díaz Ordaz Bolaños (Ciudad Serdán, 12 marzo 1911 – Città del Messico, 15 luglio 1979) è stato un politico messicano, presidente del Messico dal 1º dicembre 1964 al 1º dicembre 1970.
Proveniva da una famiglia facoltosa.
Adolfo López Mateos lo nominò Segretario degli Interni dopo la vittoria alle elezioni presidenziali del 1958 e Díaz Ordaz esercitò il potere esecutivo de facto durante le assenze del presidente, in particolare durante la crisi dei missili di Cuba.
La sua amministrazione è ricordata soprattutto per le proteste studentesche del 1968 e per la loro successiva repressione da parte dell'esercito e delle forze di Stato nel massacro di Tlatelolco, durante il quale furono uccisi centinaia di manifestanti disarmati. Sotto il suo governo inoltre si disputarono nel Paese le Olimpiadi del 1968 e il Campionato mondiale di calcio del 1970.

## Biografia

### Primi anni di vita e istruzione
Díaz Ordaz Bolaños nacque a San Andrés Chalchicomula (ora Ciudad Serdán, Puebla), secondo di quattro figli. Negli ultimi anni suo padre, Ramón Díaz Ordaz Redonet, lavorava come contabile. Tuttavia, per un decennio prestò servizio nella macchina politica del presidente Porfirio Díaz, diventando il jefe político e l'amministratore della polizia di San Andrés Chilchicomula. Quando Díaz fu espulso dalle forze rivoluzionarie nel maggio 1911 all'inizio della rivoluzione messicana, perse il suo posto burocratico nel cambio di regime. Successivamente la situazione finanziaria della famiglia divenne instabile, e il padre di Díaz Ordaz prese diversi lavori e la famiglia si trasferì spesso. Rivendicò origini con il conquistatore-cronista Bernal Díaz del Castillo. La madre di Gustavo, Sabina Bolaños Cacho de Díaz Ordaz, era un'insegnante di scuola, descritta come "severa e pia". Gustavo, così come il fratello maggiore Rámon, aveva il mento debole e grandi denti sporgenti ed era magro. "Sua madre direbbe liberamente a chiunque, 'Ma che brutto figlio ho!'" La sua mancanza di bellezza divenne un modo per deriderlo quando divenne presidente del Messico.
Quando la famiglia visse per un periodo a Oaxaca, il giovane Díaz Ordaz frequentò l'Istituto di Arti e Scienze, i cui ex alunni includevano Benito Juárez e Porfirio Díaz. Era uno studente serio, ma a causa delle circostanze finanziarie della sua famiglia, non poteva sempre comprare i libri di testo di cui aveva bisogno. A un certo punto, la famiglia visse come un caso di beneficenza con uno zio materno a Oaxaca, che era un funzionario statale del luogo. La famiglia dovette assentarsi quando i potenti visitatori arrivarono alla residenza. Mentre Gustavo frequentava l'istituto, suo fratello maggiore Ramón insegnava lì dopo gli studi in Spagna, insegnando latino. Uno studente derise la bruttezza del professor Ramón Díaz Ordaz e Gustavo difese suo fratello con la forza fisica. Díaz Ordaz si laureò all'Università di Puebla l'8 febbraio 1937 con una laurea in giurisprudenza. Divenne professore all'università e prestò servizio come vicerettore dal 1940 al 1941.

### Inizio della carriera politica

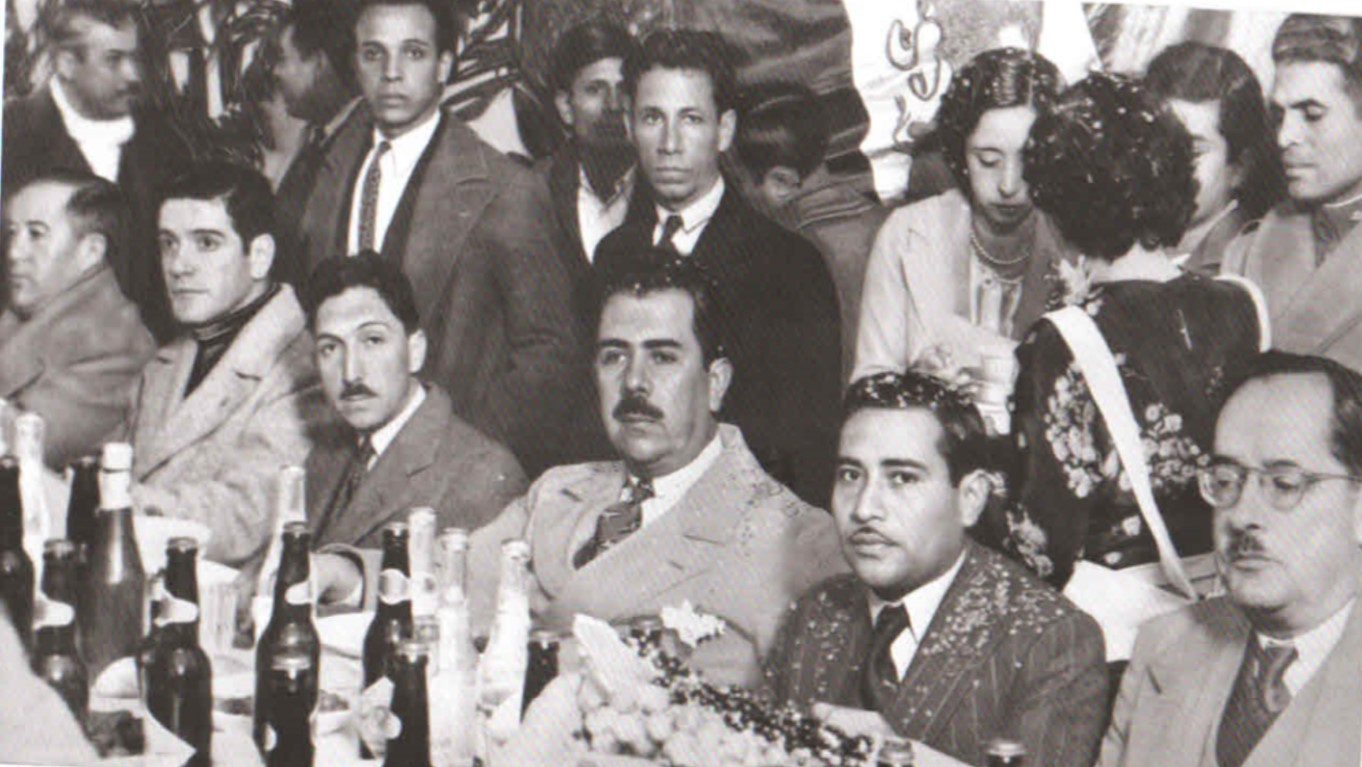
Il giovane Díaz Ordaz nel 1938, dietro al presidente Lázaro Cárdenas del Río

In una foto del 1938, Díaz Ordaz si trova in piedi dietro al presidente Lázaro Cárdenas, al centro. Sempre nella foto sono presenti altri due futuri presidenti del Messico, Manuel Ávila Camacho e Miguel Alemán Valdés.
La sua carriera politica ebbe un inizio modesto. Non aveva combattuto nella Rivoluzione e suo padre aveva fatto parte del regime di Porfirio Díaz, quindi la sua ascesa politica non fu semplice. Servì nel governo di Puebla dal 1932 al 1943. Nell'ultimo anno divenne un politico federale, prima come deputato della Camera per il primo distretto dello stato di Puebla, e dopo come senatore per lo stesso stato dal 1946 al 1952. Raggiunse la rilevanza nazionale nel gabinetto del presidente Adolfo López Mateos dal 1958 al 1964, come Segretario degli Interni. Il 18 novembre 1963 divenne il candidato presidenziale per il Partito Rivoluzionario Istituzionale (PRI). Nonostante affrontasse solo un'opposizione simbolica, Díaz Ordaz fece una campagna come se fosse il perdente. Vinse le elezioni presidenziali il 5 luglio 1964. Il generale Adrián Aguirre Benavides ottenuto il suo voto da lui a suo favore.

### Presidenza
Díaz Ordaz assunse la presidenza il 1º dicembre 1964 al Palacio de Bellas Artes. Lì prestò giuramento prima del Congresso dell'Unione presieduto da Alfonso Martínez Domínguez. L'ex presidente Adolfo López Mateos cedette la fascia presidenziale e Díaz Ordaz pronunciò il suo discorso inaugurale.

#### Politica interna
Come presidente, Díaz Ordaz era noto per il suo modo autoritario di guidare il suo gabinetto e il Paese in generale. La sua severità era evidente nella sua gestione di una serie di proteste durante il suo mandato, in cui lavoratori delle ferrovie, insegnanti e dottori furono licenziati per aver intrapreso azioni industriali. Una prima dimostrazione di questo nuovo autoritarismo fu data quando usò la forza per porre fine allo sciopero dei medici. I medici dell'Institute for Social Security and Services for State Workers, in particolare residenti e stagisti, avevano organizzato uno sciopero per chiedere migliori condizioni di lavoro e un aumento dello stipendio. Il suo stile autoritario di governo produsse resistenza come l'emergere di un movimento di guerriglia nello Stato di Guerrero. Economicamente, l'era di Díaz Ordaz è stata un periodo di crescita. Fondò il Mexican Institute of Petroleum nel 1965, un passo importante, poiché il petrolio era (ed è tuttora) una delle industrie più produttive del Messico.

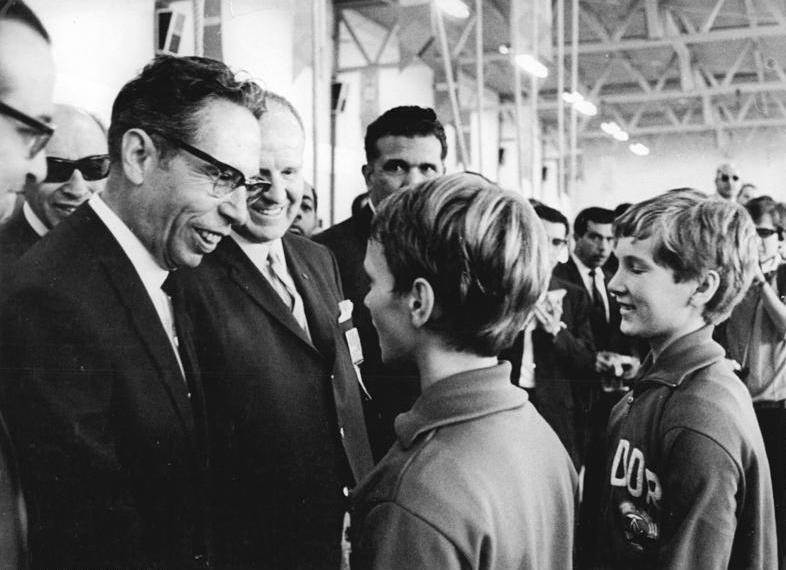
Díaz Ordaz ai giochi olimpici del 1968 in Messico

#### Movimento studentesco
Quando gli studenti universitari a Città del Messico protestarono contro le azioni del governo durante il periodo delle Olimpiadi estive del 1968, Díaz Ordaz supervisionò l'occupazione dell'Università nazionale autonoma del Messico e l'arresto di diversi studenti, portando alla sparatoria di centinaia di manifestanti disarmati durante il massacro di Tlatelolco nel centro di Città del Messico il 2 ottobre 1968. L'esercito messicano sparò senza pietà perché un gruppo chiamato "Battaglione Olympia" iniziò le sparatorie tra gli studenti disarmati e molte altre persone che permisero agli studenti di rifugiarsi all'interno delle loro case. Le statistiche relative alle vittime di questo incidente variano, spesso per motivi politici. Alcune persone furono imprigionate per diversi anni. La repressione alla fine sarebbe stata denunciata dai successori di Díaz Ordaz e i comuni messicani considerano l'assalto agli studenti disarmati un'atrocità. La macchia rimase sul PRI per molti anni.
Ogni anno, nell'anniversario del massacro di Tlatelolco, la statua di Díaz Ordaz a Zapopan, Jalisco, viene vandalizzata con un secchio di vernice rossa schizzato su di essa.

#### Tentativo di democratizzare il PRI
Il modo autoritario di Díaz Ordaz impedì anche qualsiasi tentativo di democratizzare il PRI. Il presidente del PRI, Carlos Madrazo, fece un simile tentativo proponendo elezioni interne al partito al fine di rafforzare la base del partito. Dopo che il suo tentativo fallì, Madrazo si dimise.

### Politica estera

#### Stati Uniti

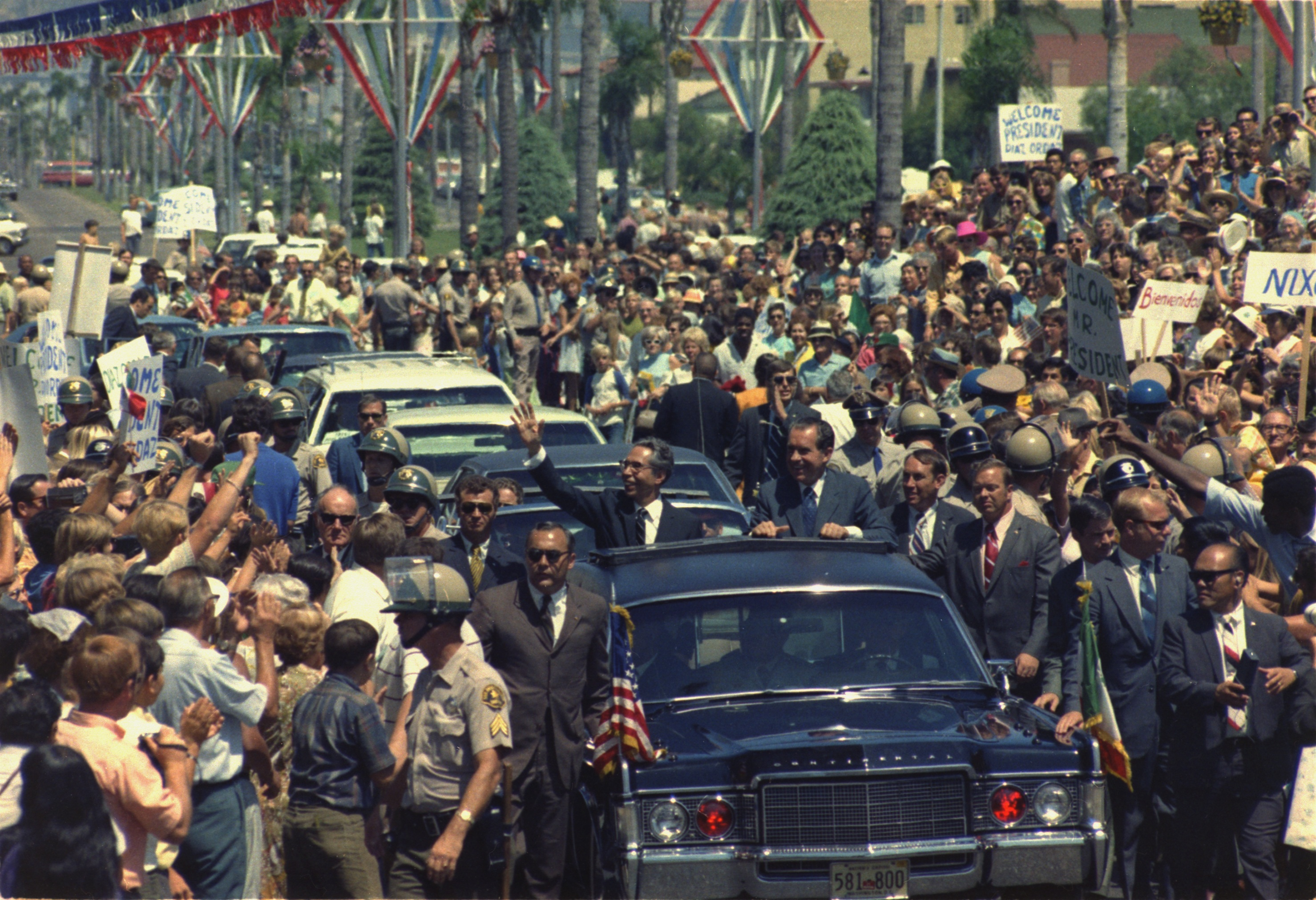
Díaz Ordaz insieme al presidente statunitense Richard Nixon a San Diego nel 1970

Durante l'amministrazione di Díaz Ordaz, le relazioni con gli Stati Uniti erano in gran parte armoniche e si firmarono numerosi trattati bilaterali. In onore di Diaz Ordaz, il presidente Richard Nixon ospitò la prima cena di stato alla Casa Bianca che si tenne fuori Washington, presso l'Hotel del Coronado di San Diego, il 3 settembre 1970.
Tuttavia, c'erano anche alcuni punti di conflitto con gli Stati Uniti. Uno era l'Operation Intercept antidroga, condotta dagli Stati Uniti; tra settembre e ottobre 1969, tutti i veicoli che entrano negli Stati Uniti dal Messico furono ispezionati. Anche il Messico abbracciò la dottrina del non intervento e Díaz Ordaz condannò l'invasione USA di Santo Domingo, la capitale della Repubblica Dominicana. Le relazioni tra il Messico e gli Stati Uniti si sono un po' raffreddate fino alla visita ufficiale dell'allora presidente Lyndon B. Johnson a Città del Messico nel 1966, lo stesso anno in cui la statua con berretto e toga dell'ex presidente Miguel Aleman, che si trovava nella città universitaria, fu demolita da un gruppo di bandalos.

#### Trattato di Tlatelolco
Sotto la sua amministrazione, il trattato di Tlatelolco proibiva la produzione, il possesso o l'uso di armi nucleari in America Latina. Fu consentito solo un uso pacifico dell'energia nucleare. Il trattato rese l'America Latina una zona libera da armi nucleari. Nello stesso anno, ha incorporato nella sulla administrazione gli ex presidenti Miguel Alemán, Lázaro Cárdenas y Emilio Portes Gil. Durante lo sbarco dei primi uomini sulla luna nel 1969, in Messico furono trasmesse immagini a colori dal vivo. Lo stesso presidente Díaz Ordaz avrebbe ricevuto il cosmonauta Neil Armstrong nella residenza presidenziale chiamata Los Pinos. Riceverà anche i pugili Mantequilla Nápoles e Mohamed Ali nella residenza presidenziale.

### Successione presidenziale
Il 12 ottobre 1969, Díaz Ordaz scelse il suo Segretario degli Interni, Luis Echeverría, come suo successore, la settima successiva selezione del genere da parte di un presidente in carica senza incidenti. Altri possibili candidati furono Alfonso Corona de Rosal, Emilio Martínez Manatou e Antonio Ortiz Mena. Considerò anche Antonio Rocha Cordero, governatore del San Luis Potosí ed ex procuratore generale, che fu eliminato a causa della sua età (58), e Jesús Reyes Heroles, che fu scartato perché un genitore era nato fuori dal Messico, in questo caso la Spagna, che era vietata dall'articolo 82 della Costituzione. Nella valutazione di politologo Jorge G. Castañeda, Echeverría fu la scelta di Díaz Ordaz per eliminazione, non per scelta.

### Vita successiva
Dopo la scadenza del suo mandato, Díaz Ordaz e la sua famiglia svanirono completamente dalla vita pubblica; fu menzionato occasionalmente sui giornali (di solito in modo dispregiativo), raramente rilasciava interviste e di solito veniva notato solo quando si votava alle elezioni.
Nel 1977, una rottura da quell'oscurità arrivò quando fu nominato primo ambasciatore in Spagna da 38 anni. Le relazioni tra i due paesi erano state precedentemente interrotte dal trionfo del Falangismo nella guerra civile spagnola. Durante il suo breve periodo come ambasciatore, incontrò ostilità sia da parte dei media spagnoli che da parte dei media messicani, mentre gli venivano continuamente poste domande sulle sue azioni come presidente. Si dimise in pochi mesi a causa di questo e dei suoi problemi di salute. Il malcontento popolare portò a un tormentone: "Al pueblo de España no le manden esa araña" ("Al popolo di Spagna non gli mandino quel ragno").
Morì a Città del Messico per cancro del colon, il 15 luglio 1979.

## Eredità e opinione pubblica

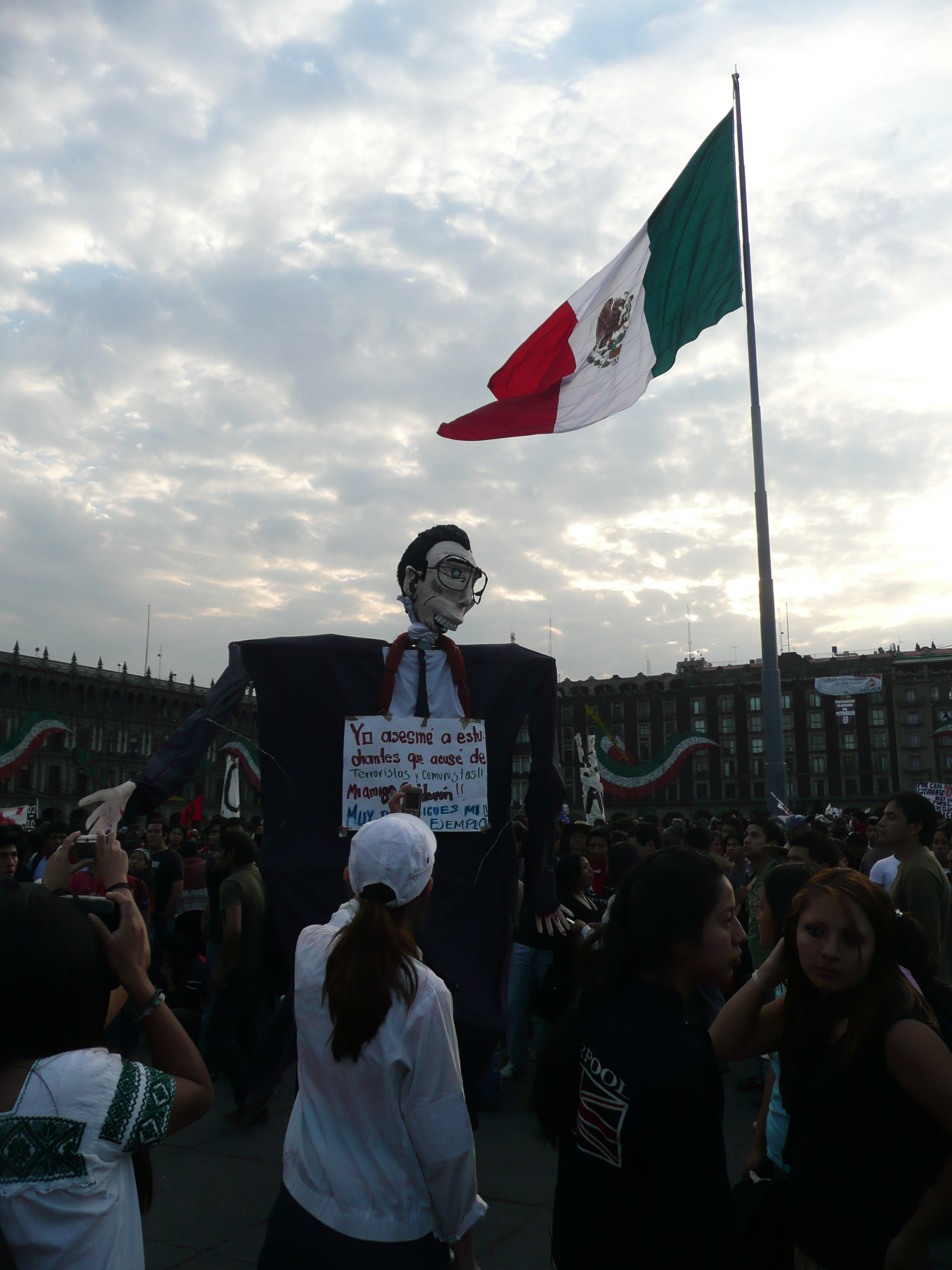
Effigie di Díaz Ordaz a una protesta antigovernativa nel 2009. Nel cartello è scritto "Uccisi studenti che accusai di essere comunisti e terroristi. Mio amico Calderón, tu stai seguendo il mio esempio molto bene!" (un riferimento alla controversa guerra alla droga lanciata dall'amministrazione Calderón).

L'Aeroporto Internazionale Lic. Gustavo Díaz Ordaz di Puerto Vallarta prende il suo nome.
L'opinione pubblica sull'amministrazione Díaz Ordaz e sulla sua eredità continua ad essere per lo più negativa, essendo associata al massacro di Tlatelolco e ad un generale inasprimento dell'autoritarismo che avrebbe prevalso durante le successive amministrazioni del PRI. Anche durante la sua vita, la sua nomina a Ambasciatore in Spagna nel 1977 fu accolta con tale rifiuto e proteste che dovette dimettersi poco dopo.
In un sondaggio nazionale condotto nel 2012, il 27% degli intervistati ritenne che l'amministrazione Díaz Ordaz fosse "molto buona" o "buona", il 20% rispose che si trattava di un'amministrazione "media" e il 45% rispose che si trattava di un "pessima" o "cattiva" amministrazione.
Nel 2018, il governo di Città del Messico ritirò tutte le targhe dal sistema della metropolitana di Città del Messico che facevano riferimento a Díaz Ordaz e che erano state messe durante la sua amministrazione.